# Joseph Banks
 Joseph Banks, (ur. 13 lutego 1743, zm. 19 czerwca 1820) – brytyjski przyrodnik, członek (od 1766) i prezes (1778–1820) Royal Society.
Uczestniczył jako botanik w pierwszej wyprawie Jamesa Cooka w latach 1768–1771. Około 75 gatunków nosi nazwy pochodzące od nazwiska Banksa oraz rodzaj banksja (Banksia). Przypisuje mu się wprowadzenie na zachodzie eukaliptusa, akacji, mimozy.